# Goupillières (Calvados)
Goupillières – miejscowość i dawna gmina we Francji, w regionie Normandia, w departamencie Calvados. W 2013 roku populacja ówczesnej gminy wynosiła 177 mieszkańców. 
W dniu 1 stycznia 2019 roku z połączenia dwóch ówczesnych gmin – Goupillières oraz Trois-Monts – powstała nowa gmina Montillières-sur-Orne. Siedzibą gminy została miejscowość Trois-Monts. 